# Perusia sulphurata
Perusia sulphurata är en fjärilsart som beskrevs av Pieter Snellen 1874. Perusia sulphurata ingår i släktet Perusia och familjen mätare. Inga underarter finns listade i Catalogue of Life.